# Zorzines ochracea
Zorzines ochracea là một loài bướm đêm trong họ Noctuidae.